# Hillary Wolf
Pour les articles homonymes, voir Wolf.
Hillary Wolf est une actrice et judokate américaine, née à Chicago le 7 février 1977.
Actrice durant son enfance, elle a ensuite eu une carrière de judokate de haut niveau, avec notamment un titre aux Championnats panaméricains, une victoire en Coupe du monde et une 5e place lors des Championnats du monde en 1995. Également quintuple championne des États-Unis, elle a représenté son pays lors des Jeux olympiques de 1996 et de 2000.
Elle s'implique désormais dans un club de lutte et dans la rédaction d'un site Internet et d'un ouvrage sur son expérience de mère.

## Biographie
Hillary Wolf a d'abord une carrière d'enfant actrice entre 6 et 14 ans, à la télévision puis au cinéma. Elle interprète notamment l'un des principaux rôles du film Waiting for the Light, le rôle principal du long métrage Big Girls Don't Cry... They Get Even, et le personnage de Megan McCallister, la sœur aînée de Kevin, le héros de Maman, j'ai raté l'avion, qu'elle incarne à nouveau dans la suite, Maman, j'ai encore raté l'avion, qui reste sa dernière apparition à l'écran. Elle est également apparue dans des publicités (dont sur papier avant d'être actrice) et a pratiqué du voice-over.
Ayant commencé le judo à l'âge de 7 ans après avoir regardé son frère le pratiquer pendant deux ans, elle a ensuite une carrière de judokate de haut niveau. Trois mois seulement après avoir débuté ce sport, elle participe à des olympiades junior dans sa ville natale de Chicago. En 1991, alors qu'elle n'a que 14 ans, elle devient championne des États-Unis dans la compétition senior. La coexistence de ses activités d'actrice et de judokate devient alors difficile, surtout lorsqu'elle arrive sur un tournage avec cocard après un entraînement. À l'âge de 15 ans, elle décide alors de tirer un trait sur sa carrière d'actrice pour se concentrer sur le judo, avec comme ambition principale de participer aux Jeux olympiques.
Elle devient championne du monde junior en 1994, battant la Française Sarah Nichilo en finale et devenant la première Américaine à remporter un tel titre. Elle remporte ensuite plusieurs victoires et médailles, à la fois nationales et internationales, dont une victoire en Coupe du monde au tournoi de Leonding en 1997.
Elle réalise l'une de ses meilleures performances lors des Championnats du monde de judo 1995 à Chiba, où elle rate de peu la médaille : enchaînant quatre victoires, notamment contre la Biélorusse Tatiana Moskvina (en) en quart de finale, elle s'incline en demi-finale contre la Japonaise Ryōko Tani (future championne) puis perd le combat pour la médaille de bronze face à la Polonaise Małgorzata Roszkowska, terminant ainsi à la 5e place. Deux ans plus tard, elle ne passe qu'un tour lors des Championnats du monde à Paris, battant la Kirghize Nataliya Kuligina (en) avant de perdre contre la Française Sylvie Meloux.
Elle fait partie de la délégation américaine lors des Jeux olympiques de 1996 à Atlanta et des Jeux olympiques de 2000 à Sydney,. Lors de ses deux expériences olympiques, elle ne réussit à remporter qu'un seul combat : à Atlanta, dans la catégorie -48 kg, elle bat la Taïwanaise Yu Shu-chen, s'inclinant ensuite en quart de finale contre la Cubaine Amarilis Savón (future médaillée de bronze de l'épreuve) puis en repêchage contre l'Algérienne Salima Souakri ; à Sydney, dans la catégorie -52 kg, elle échoue d'entrée face à la Nord-Coréenne Kye Sun-hui (championne des -48 kg à Atlanta et future médaillée de bronze des -52 kg à Sydney) puis perd à nouveau en repêchage contre la Néerlandaise Deborah Gravenstijn. Sa défaite contre Gravenstijn est son dernier combat en compétition, puisqu'elle met un terme à sa carrière sportive après l'issue des Jeux de Sydney.
Hillary Wolf est mariée avec le lutteur américain Chris Saba (pl), qu'elle a rencontré au centre d'entraînement olympique du Colorado et avec qui elle a eu deux fils, l'aîné étant né en 2007. Depuis l'arrêt de sa carrière sportive, elle dirige avec son mari un club de lutte, le Rocky Mountain Wrestling Club, où leurs deux fils pratiquent à leur tour ce sport, Saba devenant pour sa part un entraîneur de l'équipe nationale. En parallèle, elle s'occupe aussi d'un site Internet qu'elle a créé, Not So Zen Mum, où elle évoque sa vie de mère. Elle écrit aussi un ouvrage sur le sujet, intitulé The Not So Zen Mom's Guide to Parenting, qui n'a pas encore été publié.

## Filmographie
Sauf indication contraire, les informations mentionnées dans cette section peuvent être confirmées par la base de données cinématographiques IMDb,  présente dans la section « Liens externes ».

### Cinéma
- 1990 : Waiting for the Light de Christopher Monger : Emily
- 1990 : Maman, j'ai raté l'avion de Chris Columbus : Megan McCallister
- 1992 : Big Girls Don't Cry... They Get Even de Joan Micklin Silver : Laura Chartoff
- 1992 : Maman, j'ai encore raté l'avion de Chris Columbus : Megan McCallister

### Télévision
- 1984 : A Matter of Principle (téléfilm de la série d'anthologie American Playhouse (en)) de Gwen Arner : Lindy Lou Purdy
- 1985 : First Steps (téléfilm) de Sheldon Larry : Missy à l'âge de 7 ans
- 1986 : Help Wanted: Kids (téléfilm de la série d'anthologie Le Monde merveilleux de Disney) de David Greenwalt : Mickey
- 1986 : Sunday Drive (en) (téléfilm de la série d'anthologie Le Monde merveilleux de Disney) de Larry Brand : Christine Franklin
- 1987 : À nous deux, Manhattan (mini-série) de Richard Michaels (en) et Douglas Hickox : Angelica Cipriani
- 1987 : Murder Ordained (en) (téléfilm) de Mike Robe : Holly Anderson

### Voix francophones
Dans les versions francophones, Hillary Wolf a été doublée par :
- Barbara Tissier dans Maman, j'ai raté l'avion

## Palmarès comme judokate
Principaux résultats,

### Jeux olympiques
- Atlanta 1996 : 1/4 de finale dans la catégorie -48 kg
- Sydney 2000 : 1/16 de finale dans la catégorie -52 kg

### Championnats du monde
- Championnats du monde junior 1994 au Caire :  vainqueur de la catégorie -48 kg
- Championnats du monde senior :
  - Chiba 1995 : 5e de la catégorie -48 kg
  - Paris 1997 : 1/8 de finale dans la catégorie -48 kg

### Coupe du monde
- Tournoi de Leonding :
  -  vainqueur de la catégorie -48 kg en 1997
  - 5e de la catégorie -52 kg en 1999
- A-Tournament Budapest Bank Cup :
  - 5e de la catégorie -48 kg en 1995
  - 5e de la catégorie -52 kg en 1998
- World Masters Munich : 7e de la catégorie -48 kg en 1997

### Tournois internationaux
- US Open Colorado Springs :
  -  3e de la catégorie -48 kg en 1992 et 1993
  -  2e de la catégorie -48 kg en 1994
  -  1re de la catégorie -48 kg en 1996
  -  3e de la catégorie -52 kg en 1997 et 1999
- US Open Macon (Géorgie) :  3e de la catégorie -48 kg en 1995
- Tournoi de Benito Juárez Mexico :  3e de la catégorie -52 kg en 1997
- Rendez-vous Canada Montréal :  2e de la catégorie -52 kg en 1999

### Championnats panaméricains de judo
- 2e de la catégorie -48 kg en 1994 et 1996
- 3e de la catégorie -48 kg en 1997
- 1re de la catégorie -52 kg en 1999

### Championnats des États-Unis
- Championne de la catégorie -44 kg en 1991
- Championne de la catégorie -48 kg en 1992, 1993 et 1994
- 2e de la catégorie -48 kg en 1995
- 2e de la catégorie -52 kg en 1996 et 1997
- Championne de la catégorie -52 kg en 1999